# Vespa dybowskii

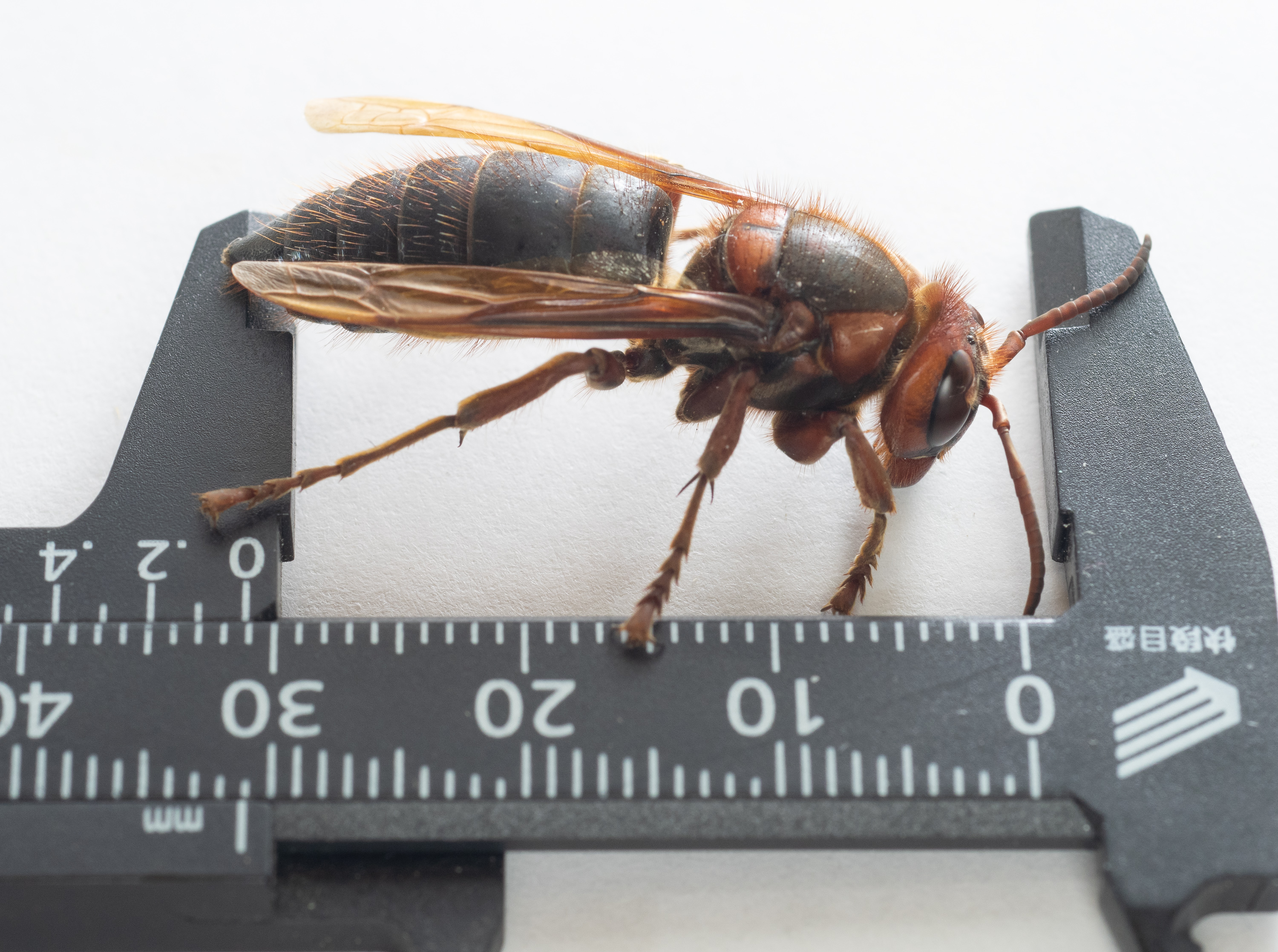
Vespa dybowskii

Vespa dybowskii oder Dybowskis Hornisse, im Englischen auch als Dybowski's Hornet bezeichnet, ist eine Hornissenart, die in Japan, Korea, Russland und China vorkommt. Sie gilt als selten oder ungewöhnlich in ihren Verbreitungsgebieten. Es wurde vorgeschlagen, sie im Roten Buch (gefährdete Arten) in Japan zu berücksichtigen.

## Beschreibung
Vespa dybowskii ist eine kleine bis mittelgroße Hornisse, bei der die Arbeiterinnen in der Regel 17 bis 24 mm und die Königinnen bis zu 30 mm messen. Ihr Körper ist hauptsächlich schwarz. Ihr Kopf und die Seiten des Thorax sind rötlich-braun.

## Verbreitung
Diese Art wird in der Regel in gemäßigten Gebieten wie Japan, Russland und Korea sowie China gefunden.

## Lebensweise
Vespa dybowskii baut in der Regel ihre Nester in oberirdischen Hohlräumen. Die Hüllstruktur des Nestes ist normalerweise schlauchförmig-schindelartig (bestehend aus längs verlaufenden Abschnitten).
Ein einzigartiger Aspekt dieser Art ist, dass sie ein Sozialparasit von Vespa crabro und manchmal auch Vespa simillima ist. Die Königin von Vespa dybowskii übernimmt das Nest der Wirtsart und veranlasst auf irgendeine Weise die Arbeiterinnen, ihren eigenen Nachwuchs aufzuziehen.  Die Eier von Vespa dybowskii können in Nestern fremder Arten überleben, zum Teil, weil sie chemisch transparent sind. Vespa dybowskii kann jedoch sowohl durch unabhängige Gründung wie andere Hornissenarten ein Nest etablieren, als auch durch die Usurpation von Nestern von Vespa crabro oder Vespa simillima Nachwuchs aufziehen.
Diese Art wird als stark defensiv beschrieben.